# Dantas Pereira
José Maria Dantas Pereira (Alenquer, 1 de Outubro de 1772 — Montpellier, 23 de Outubro de 1836), foi um oficial da armada português.

## Vida
Dantas Pereira assentou praça na armada na Companhia dos Guardas-Marinhas como aspirante a guarda-marinha, em 10 de Setembro de 1788, tendo frequentado com grande brilhantismo o respectivo curso.
Posteriormente foi submetido a exame para tenente de mar na presença dos soberanos, de acordo com os costumes da época, saltando o posto de segundo tenente.
Em 1790 foi nomeado professor de Matemática da Academia Real dos Guardas-Marinhas, instituição que antecedeu a hoje denominada Escola Naval, e professor do Infante D. Pedro Carlos de Bourbon.
Em 1800 foi nomeado Comandante de Companhia dos Guardas-Marinhas .
Dantas Pereira teve então uma acção decisiva na Companhia Real dos Guardas-Marinhas, à qual deu toda a sua dedicação, entusiasmo e competência, tudo planeando em pormenor com medidas de grande alcance pedagógico.
Em 1802 criou a biblioteca da Companhia.
Em 1807, sendo capitão-de-mar-e-guerra, e no quadro das Invasões Napoleónicas da Península Ibérica, embarcou para o Brasil na nau Conde D. Henrique II, um dos navios que acompanharam a Família Real, levando consigo alguns professores, a bandeira e todo o material didáctico e mobiliário da Companhia dos Guardas-Marinhas.
Dantas Pereira instalou a Academia Real dos Guardas-Marinhas no Mosteiro de São Bento, no Rio de Janeiro. Após a sua instalação aí dedicou-se à dinamização da biblioteca deste estabelecimento de ensino que a torna a primeira biblioteca pública do Brasil.
Em 1817 atingiu o posto de chefe de esquadra, oficial general cuja patente corresponde na actualidade à de Contra-Almirante.
Em 1819 regressou a Portugal como membro do Conselho do Almirantado. Apesar de absolutista convicto, desempenhou funções no Conselho de Estado após a revolução de 1820 de cariz liberal.
Após a aclamação de D. Miguel, em 1828, é nomeado representante da nobreza na Assembleia dos Três Estados.
Dantas Pereira, no sentido de promover a eficácia do ensino, procurou reorganizar a Marinha Real adaptando-a à crescente evolução técnica verificada no primeiro quartel do século XIX.
Foi, ainda, um dos mentores da Sociedade Real da Marítima, instituição científica fundada em 1798 à qual competia a elaboração de cartas hidrográficas, militares, geográficas e hidráulicas.
Além de brilhantes trabalhos de natureza matemática, foi um distinto académico, encontrando-se algumas das suas obras publicadas nas Memórias da Real Academia das Ciências de Lisboa, de que foi sócio correspondente desde 1792. Veio a ser eleito secretário da referida Academia em 1823, trabalhando nas suas Efemérides.
Em 1827, devido à sua cultura, trato e prestígio foi eleito membro da Sociedade Filosófica de Filadélfia.
Após a vitória da causa liberal, refugiou-se em Inglaterra e posteriormente em França, onde faleceu em 1836.

## Obras

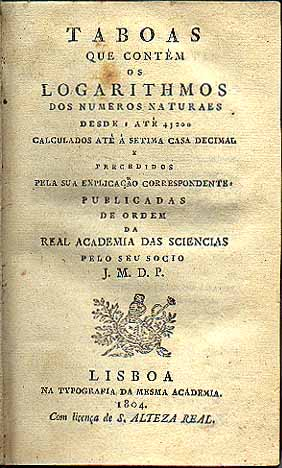
Táboas que contém os Logarithmos

- Tábuas de logaritmos calculadas até à sétima decimal
- Memória sobre os princípios do cálculo superior e sobre algumas das suas aplicações
- Reflexões sobre certas somações dos termos das séries aritméticas aplicadas às soluções de diversas questões algébricas[2]

- Memórias sobre os problemas das longitudes, entre outras
- Memória sobre a defesa do Tejo
- Memória sobre a precisão de reformar o roteiro de Pimentel
- Redução das distâncias lunares para a determinação das longitudes de bordo
- Elogio histórico do Senhor D. Pedro Carlos de Bourbon e Bragança
- Memória para a história do grande Marquês de Pombal
- Notice sur la vie e les œuvres de Joseph Marie Dantas Pereira
- Esboço de Organização e Regime da Marinha
- Reflexões sobre a Marinha
- Noções de Legislação Naval Portuguesa[3]